# 214
Anul 214 (CCXIV) a fost un an al calendarului gregorian.

## Nașteri
- 9 septembrie: Aurelian (Lucius Domitius Aurelianus), împărat roman din 270 (d. 275)